# 堀多恵子
堀 多恵子（ほり たえこ、1913年(大正2年)7月30日 - 2010年(平成22年)4月16日）は、堀辰雄の妻、随筆家。
静岡県出身。旧名・加藤多恵。父は日本郵船の駐在員で、香港、広東で育つ。東京女子大学卒。1937年弟の俊彦とともに静養のため軽井沢に行く。山下三郎（山下汽船）の弟の波郎から、婚約者・矢野綾子が死んだあとの堀辰雄を紹介され、1938年室生犀星の媒酌で堀辰雄と結婚。1953年に辰雄が死去、以後信濃追分にある辰雄の家（その後堀辰雄文学記念館となる）を守り、彼の思い出などを書いて半世紀生きた。

## 著書
- 『葉鶏頭 辰雄のいる随筆』麦書房、1970
- 『片蔭の道』青娥書房、1976
- 『返事の来ない手紙 1973.5.1～1974.4.28』文京書房、1979
- 『来し方の記・辰雄の思い出』花曜社、1985
- 『山麓の四季』花曜社、1986
- 『堀辰雄の周辺』角川書店、1996
- 『野ばらの匂う散歩みち 堀多恵子談話集』堀辰雄文学記念館編　軽井沢町教育委員会、2003
- 『雑木林のなかで 随筆集』槐書房、2010

### 編著
- 堀辰雄『妻への手紙』編 新潮社、1959、新潮文庫、1965
- 『現代の随想 12　堀辰雄集』編 彌生書房、1981
- 『堀辰雄初期作品集』池内輝雄共選 堀辰雄文学記念館編 軽井沢町教育委員会、2004

### 共著
- 『四季の詩・軽井沢』秋谷豊ほか共著　講談社、1980
- 『山ぼうしの咲く庭で』堀井正子共著 オフィス・エム、1998

## 参考
- 小川和佑『評伝堀辰雄』六興出版、1978

## 注
1. ↑  堀多恵子 歴史が眠る多磨霊園
2. ↑  堀多恵子さん死去